# Minata Keita
Pour les articles homonymes, voir Keita.
Minata Keita, née le 15 mars 1989 à Bamako, est une joueuse malienne de basket-ball.

## Carrière
Elle remporte le Championnat d'Afrique féminin de basket-ball des 18 ans et moins et le Championnat d'Afrique féminin de basket-ball des 20 ans et moins en 2006.
Avec l'équipe du Mali féminine de basket-ball, elle termine troisième du Championnat d'Afrique 2017.